# Damen bedyrar
Damen bedyrar är en amerikansk film från 1949 i regi av Otto Preminger. Filmen bygger på Guy Endores roman Methinks the Lady från 1946. Filmen är ett kriminaldrama där hypnos utgör en viktig del i intrigen.

## Handling
Ann Sutton blir arresterad för stöld. En vältalig hypnotisör vid namn David Korvo hjälper henne ur knipan. Han insisterar på att de ska träffas igen och att han kan hjälpa henne, men deras fortsatta kontakter resulterar i att hon blir misstänkt för mord.

## Rollista
- Gene Tierney - Ann Sutton
- Richard Conte - William 'Bill' Sutton
- José Ferrer - David Korvo
- Charles Bickford - James Colton
- Barbara O'Neil - Theresa Randolph
- Eduard Franz - Martin Avery
- Constance Collier - Tina Cosgrove
- Fortunio Bonanova - Feruccio di Ravallo